# Crawhez
Crawhez est un hameau de Belgique, situé dans la commune de Thimister-Clermont en province de Liège (Région wallonne). 
Avant la fusion des communes de 1977, Crawhez faisait partie de la commune de Clermont.

## Situation et description
Avant la construction du château en 1551, il existait jadis au même emplacement sur l'étang de Monfort, une forteresse qui appartint aux ancêtres de Walram de Crawhez.
Crawhez se situe sur une partie légèrement vallonnée du plateau herbager du Pays de Herve entre Froidthier, Thimister, Clermont, La Clouse (commune d'Aubel) et Henri-Chapelle (commune de Welkenraedt). Plusieurs hameaux entourent la localité : Winandchamps, Bruyères, Quoidbach et Les Béolles. L'altitude avoisine les 250 mètres.

## Historique et patrimoine
Le château de Crawhez a été construit en 1551 par Thiry Reul. 
Le 22 mars, il manifesta aux échevins son intention de construire un édifice somptueux sur une terre nommée « Natfeld » et près d'un étang nommé Monfort.
Les échevins constatèrent qu'il n'y avait là aucune construction, mais cet étang Monfort indique évidemment qu'il y a eu jadis en cet endroit une forteresse.
On lit cette inscription sur la pierre qui surmonte la porte d'entrée : « In goth der Welt habe ich gemacht es gesihshe nor ihren wrillen, 1551 ». 
C'est-à-dire : « À la gloire de Dieu, maitre du monde, j'ai sculpté cette pierre suivant votre Volonté. » 
Au dessus de cette inscription sont figurés les visages d'un homme et d'une femme de part et d'autre de la porte. Sans doute Thiry Reul et son épouse.
Bâti en brique avec encadrements en pierre de taille, il se caractérise par ses pignons à échelons. Le château est repris sur la liste du patrimoine immobilier classé de Thimister-Clermont. 
La fermette qui dépendit jadis du domaine de Crawhez (actuellement rue Tribezone - Baudouinthier) fut vendue le 31 octobre 1704 à la famille de Bragard où figurent les armoiries des parents de Jean François. Cette ferme est toujours à l'heure actuelle dans la famille Bragard.
Le château a appartenu dès le 1er février 1741 à Jean Francois de Bragard maïeur de Clermont, greffier de la Haute Cour de Limbourg de 1717 à 1751 et Procureur général du Duché de Limbourg et anobli par Marie Thérèse d'Autriche en 1741. 
Il fut donc en possession du domaine de Crawhez comme l'avait conçu Thiry Reul (fermette, ferme et château).
Jean-François de Bragard décéda en 1752, et ses enfants ne firent partage que le 4 mars 1756. 
Les biens de Limbourg échurent à son fils Michel-Nicolas Ignace, lieutenant colonel en 1738 au régiment des Dragons du comte de Limbourg Stirum, au service de Sa Majesté.
Les biens de Crawhez à sa fille Marie-Anne qui épousa Albert de Groffey, Seigneur de Vervox, Seigneur haut justicier de Champion, Sarteau, Rideff et Moirie.
La chapelle de l’Enfant-Jésus de Prague a été construite en 1959 dans un style contemporain. Elle est ornée d'un vitrail représentant Jésus au milieu des enfants.
Une vieille bâtisse érigée en moellons de grès et de calcaire est située au centre du hameau. Elle est aussi reprise sur la liste du patrimoine immobilier classé de Thimister-Clermont (depuis 1977).

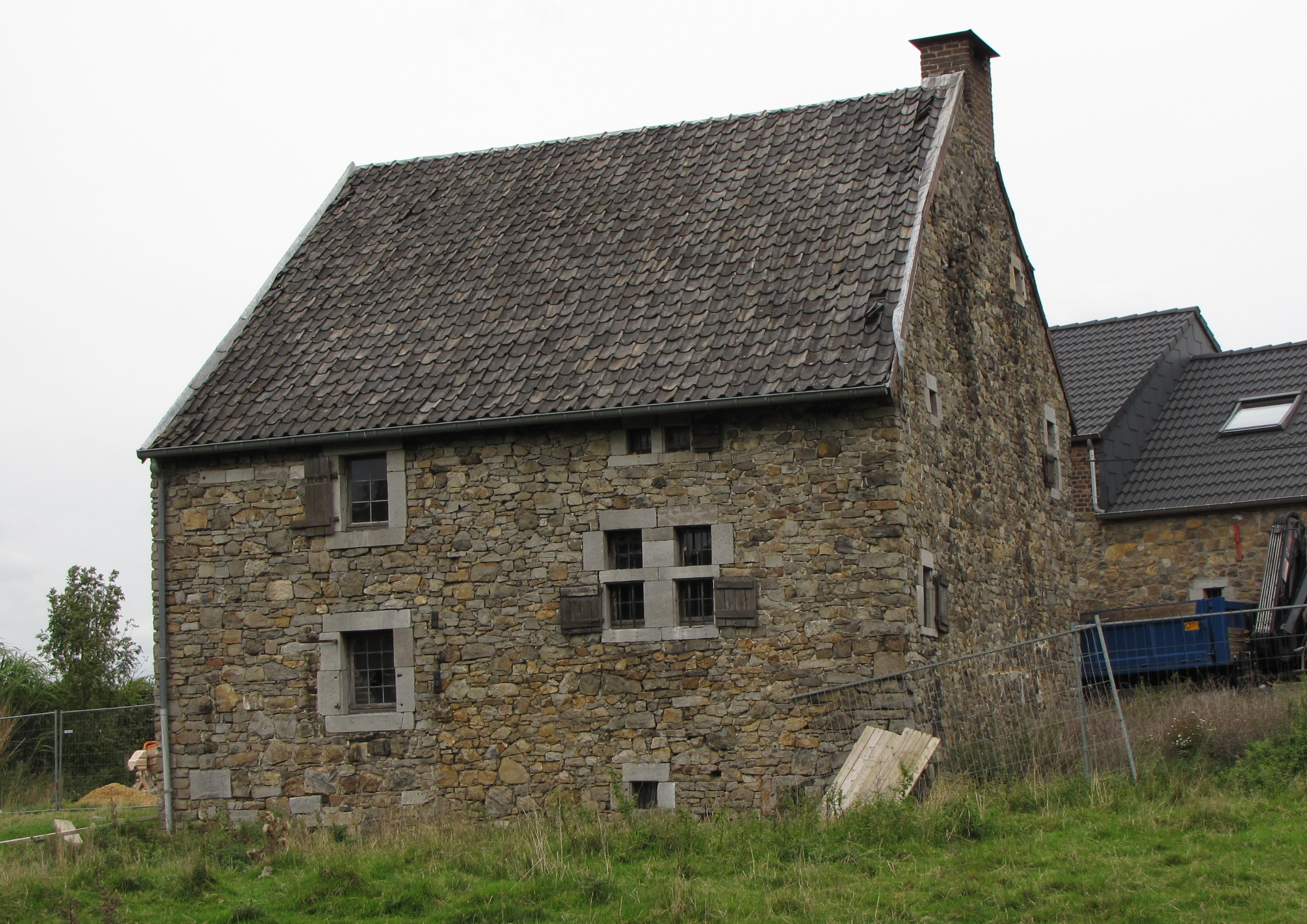
Vieille bâtisse à Crawhez

## Tourisme
Crawhez compte un gîte d'une capacité de logement pour 29 personnes.